# Râul Talea
Râul Talea este un curs de apă, afluent al râului Prahova. 